# Abdelhamid Sadmi
Abdelhamid Sadmi (1º gennaio 1961) è un ex calciatore algerino, di ruolo centrocampista.

## Palmarès

### Club

#### Competizioni nazionali
- Campionato algerino: 7

JS Kabylie: 1980, 1982, 1983, 1985, 1986, 1989, 1990
- Coppa d'Algeria: 2

JS Kabylie: 1986, 1992
- Supercoppa di Algeria: 1

JS Kabylie: 1992

#### Competizioni internazionali
- CAF Champions League: 2

JS Kabylie: 1981, 1990